# Кадук виноградний
Кадук виноградний (Myrmotherula urosticta) — вид горобцеподібних птахів родини сорокушових (Thamnophilidae). Ендемік Бразилії.

## Опис
Довжина птаха становить 9-10 см. Самець сірий, горло і груди чорні, крила чорні з двома білими смузами, хвіст чорний з білим кінчиком. у самиці серхня частина тіла світло-сіра, крила чорні з двома білими смугами, горло білувате, груди і живіт охристі.

## Поширення і екологія
Виноградні кадуки поширені на східному узбережжі Бразилії, від центральної Баїї на півночі до Ріо-де-Жанейро на півдні. Це рідкісний птах, який живе в підліску і середньому ярусі бразильського атлантичного лісу на висоті до 100 м над рівнем моря.

## Збереження
МСОП вважає цей вид вразливим. йому загрожуує знищення природного середовища. Популяцію виноградних кадуків оцінюють в 1500-7000 птахів.